# Cúp bóng đá Macedonia 2006–07
Cúp bóng đá Macedonia 2006–07 là mùa giải thứ 15 của giải đấu bóng đá loại trực tiếp ở Cộng hòa Macedonia. FK Makedonija Gjorče Petrov là đương kim vô địch, lần đầu tiên giành chức vô địch. Đội vô địch mùa giải 2006–07 là FK Vardar với lần thứ 5 đoạt cúp.

## Lịch thi đấu
| Vòng      | Ngày thi đấu                          | Số trận | Câu lạc bộ |
| --------- | ------------------------------------- | ------- | ---------- |
| Vòng Một  | 30 tháng 7 năm 2006                   | 16      | 32 → 16    |
| Vòng Hai  | 20 tháng Chín và 18 tháng 10 năm 2006 | 16      | 16 → 8     |
| Tứ kết    | 1 và 29 tháng 11 năm 2006             | 8       | 8 → 4      |
| Bán kết   | 11 tháng Tư và 2 tháng 5 năm 2007     | 4       | 4 → 2      |
| Chung kết | 24 tháng 5 năm 2007                   | 1       | 2 → 1      |

## Vòng Một
Các trận đấu diễn ra vào ngày 30 tháng 7 năm 2006.
| Đội 1              | Tỉ số           | Đội 2               |
| ------------------ | --------------- | ------------------- |
| Tikveš             | 0–5             | Makedonija          |
| Babuna             | 0–6             | Madžari Solidarnost |
| Lokomotiva         | 1–6             | Renova              |
| Ilinden Velmej     | 2–1             | Sileks              |
| Tiverija           | 0–6             | Pelister            |
| Osogovo            | 0–2             | Bashkimi            |
| Bregalnica Delčevo | 0–3* (f)        | Shkëndija 79        |
| Metalurg           | 3–0             | Belasica            |
| Drita              | 0–0 (5–3 ph.đ.) | Karaorman           |
| 11 Oktomvri        | 0–6             | Vardar              |
| Novaci             | 0–2             | Rabotnički Kometal  |
| Teteks             | 2–2 (3–4 ph.đ.) | Bregalnica Kraun    |
| Gostivar           | 2–1             | Napredok            |
| Turnovo            | 1–3             | Pobeda              |
| Milano             | 2–1             | Vëllazërimi         |
| Dojransko Ezero    | 2–3             | Meridian FCU        |

*Bị gián đoạn ở tỉ số 0–2. Phần thắng dành cho Shkëndija 79.

## Vòng Hai
Lễ bốc thăm diễn ra vào ngày 18 tháng 8 năm 2006 ở Skopje. Các trận lượt đi diễn ra vào ngày 20 tháng Chín và lượt về vào ngày 18 tháng 10 năm 2006.
| Đội 1               | TTS | Đội 2            | Lượt đi | Lượt về |
| ------------------- | --- | ---------------- | ------- | ------- |
| Pobeda              | 3–0 | Shkëndija 79     | 2–0     | 1–0     |
| Vardar              | 5–1 | Metalurg         | 4–1     | 1–0     |
| Drita               | 4–2 | Bregalnica Kraun | 3–0     | 1–2     |
| Gostivar            | 3–6 | Renova           | 1–4     | 2–2     |
| Milano              | 4–3 | Bashkimi         | 2–1     | 2–2     |
| Rabotnički Kometal  | 5–4 | Ilinden Velmej   | 4–0     | 1–4     |
| Makedonija          | 0–2 | Meridian FCU     | 0–2     | 0–0     |
| Madžari Solidarnost | 2–4 | Pelister         | 2–2     | 0–2     |

## Tứ kết
Lễ bốc thăm diễn ra vào ngày 20 tháng 10 năm 2006 ở Skopje. Các trận lượt đi diễn ra vào ngày 1 tháng Mười Một và lượt về vào ngày 29 tháng 11 năm 2006.
| Đội 1              | TTS     | Đội 2        | Lượt đi | Lượt về |
| ------------------ | ------- | ------------ | ------- | ------- |
| Vardar             | 4–2     | Meridian FCU | 4–1     | 0–1     |
| Rabotnički Kometal | 1–2     | Milano       | 1–1     | 0–1     |
| Drita              | 3–7     | Pobeda       | 2–1     | 1–6     |
| Pelister           | 2–2 (a) | Renova       | 0–1     | 2–1     |

## Bán kết
Lễ bốc thăm diễn ra vào ngày 5 tháng 12 năm 2006 ở Skopje. Các trận lượt đi diễn ra vào ngày 11 tháng Tư và lượt về vào ngày 2 tháng 5 năm 2007.
| Đội 1  | TTS | Đội 2    | Lượt đi | Lượt về |
| ------ | --- | -------- | ------- | ------- |
| Pobeda | 3–1 | Milano   | 2–1     | 1–0     |
| Vardar | 3–2 | Pelister | 2–1     | 1–1     |

### Lượt đi
| Pobeda                           | 2–1 | Milano         |
| -------------------------------- | --- | -------------- |
| Meglenski 1' (ph.đ.) · Nacev 10' |     | Gligorovski 5' |

| Vardar                  | 2–1 | Pelister  |
| ----------------------- | --- | --------- |
| Wandeir 3' · Demiri 67' |     | Dimov 80' |

### Lượt về
| Milano | 0−1      | Pobeda    |
| ------ | -------- | --------- |
|        | Chi tiết | Nacev 84' |

Pobeda thắng 3–1 sau 2 lượt trận.
| Pelister       | 1−1      | Vardar        |
| -------------- | -------- | ------------- |
| Momirovski 85' | Chi tiết | Ristevski 21' |

Vardar thắng 3–2 sau 2 lượt trận.

## Chung kết
| Pobeda    | 1–2      | Vardar                     |
| --------- | -------- | -------------------------- |
| Nacev 72' | Chi tiết | Kirovski 22' · Wandeir 27' |